# 顧玉柱
顧玉柱（1505年—1569年），字邦石，號一江，直隸常熟縣人。明朝政治人物。

## 生平
嘉靖十年（1531年）辛卯科應天府乡试第一百二十名举人，十一年（1532年）壬辰年会试第四十名，二甲十三名進士，都察院观政，授南京工部主事，調工部主事，升员外郎、都水司郎中，降道州同知，嘉靖二十五年升任山西代州知州，遷河间府同知，升刑部郎中，二十六年（1547年）任直隸大名府知府。累官山東副使，致仕歸，家居十餘年卒，年六十五。

## 家族
曾祖顾立，知县。祖父顾镐，義官。父顾湘，號東江。母郁氏，累贈宜人。严侍下。弟玉楼、玉树。